# Lui et sa sœur

Lui et sa sœur (tchèque : On a jeho sestra) est une comédie tchécoslovaque réalisée par Karel Lamač et Martin Frič, sortie en 1931 et inspirée par une pièce de Bernhard Buchbinder.

## Synopsis
Anny travaille comme domestique pour Sabina. Cette dernière doit tenir le premier rôle dans une comédie musicale. Le frère d'Anny, un facteur, Jarda, obtient par elle la partition du rôle, et décide de faire chanter sa sœur devant le ministre des postes. De son côté, Sabina quitte le metteur en scène Bernard, dont Anny est amoureuse.

## Distribution
- Vlasta Burian : Jarda Brabec
- Anny Ondra : Anny Brabcová, sa sœur
- Otto Rubík : Bernard
- Olga Augustová : Sabina Veldenová, domestique
- Jan Sviták : Burda, ami de Sabina
- Theodor Pištěk : Ministre des postes